# Alberto Giorgetti
Alberto Giorgetti (Verona, 8 settembre 1967) è un politico italiano.
È laureato in economia e commercio; dipendente di azienda bancaria. Il fratello maggiore Massimo è stato consigliere regionale in Veneto dal 1995 al 2020.

## Biografia
Nato l'8 settembre 1967 a Verona, dove comincia l'attività politica e propagandistica da giovanissimo con il Movimento Sociale Italiano (MSI) di Giorgio Almirante, per poi nel 1995 aderire alla svolta di Fiuggi di Gianfranco Fini da MSI ad Alleanza Nazionale (AN).
Alle elezioni politiche del 1996 viene candidato alla Camera dei deputati nel collegio di Verona Est, sostenuto dal Polo per le Libertà in quota AN, dove viene eletto per la prima volta deputato con il 38,51% dei voti contro i candidati de L'Ulivo e la Lega Autonomia Veneta Moreno Morando (38,47%), della Lega Nord Flavio Tosi (21,10%) e della lista "Mani Pulite" Marco Pisani (1,92%).
Alle politiche 2001 viene confermato alla Camera, sempre con Alleanza Nazionale, nel collegio elettorale di Verona Est. Nel corso della XIV legislatura della Repubblica ha ricoperto l'incarico di capogruppo di AN nella 5ª Commissione Bilancio, Tesoro e Programmazione.
Alle elezioni politiche del 2006 viene rieletto deputato alla Camera, dove nella XV legislatura è stato nuovamente capogruppo di AN nella 5ª Commissione Bilancio, Tesoro e Programmazione.
Alle elezioni politiche del 2008 viene rieletto alla Camera dei deputati con Il Popolo della Libertà. Dal 12 maggio 2008 è Sottosegretario all'Economia e Finanze.
È coordinatore regionale per il Veneto di Alleanza Nazionale per tre mandati, da ultimo è stato riconfermato all'unanimità il 16 giugno 2007 nel congresso regionale di Legnago (Verona).
Poi è Coordinatore Regionale del Popolo della Libertà del Veneto, con cui nel 2013 è rieletto alla Camera.
Il 2 maggio 2013 viene nominato dal Consiglio dei Ministri Sottosegretario di Stato al Ministero dell'Economia e delle Finanze, affiancando il Ministro Fabrizio Saccomanni nel governo Letta, ricevendo la delega ai giochi d'azzardo e al tabacco. Quest'ultima scelta è stata fortemente contestata dal senatore del Movimento 5 Stelle Giovanni Endrizzi, che lo reputa troppo vicino alla lobby del gioco d'azzardo.
Il 16 novembre 2013, con la sospensione delle attività del Popolo della Libertà, decide di aderire al Nuovo Centrodestra (NCD) guidato da Angelino Alfano.
A marzo 2013 Giorgetti, partecipando all'Enada, fiera internazionale sugli apparecchi da gioco tenutasi a Rimini, ha pubblicamente sostenuto che “non è immaginabile che un settore sostanzialmente in regime di monopolio debba affrontare una campagna complessiva di denigrazione senza precedenti”, considerati inoltre i “numeri della ludopatia palesemente sovradimensionati rispetto all'impatto reale”.
Dopo la mancata riconferma a Sottosegretario nel nuovo governo Renzi, venendo preferito alla presidente della Provincia di Padova Barbara Degani, abbandona il Nuovo Centrodestra per aderire alla nuova Forza Italia.
Nel 2015 a Terra Nostra che l’anno successivo confluisce in Fratelli d’Italia però lui non lascia il gruppo di Forza Italia ma aderisce al partito di Giorgia Meloni.
Alle elezioni amministrative del 2017 a Verona sostiene la candidatura a sindaco di Verona di Patrizia Bisinella, senatrice e compagna di vita del sindaco uscente Flavio Tosi, inserendo quattro candidati a lui vicini nella lista Ama Verona.
Non viene ricandidato alle elezioni politiche del 2018.
Nel 2021 decide di entrare in Noi con l'Italia di Maurizio Lupi, appena costituitosi come partito, diventando membro del comitato direttivo. Nell'autunno 2021 il suo nome circola come possibile candidato a sindaco di Verona per le elezioni dell'anno seguente. Successivamente Giorgetti sostiene senza candidarsi personalmente la lista con il nome del suo partito, nella coalizione dell'uscente Federico Sboarina.